# Lecanemab
Lecanemab is een experimenteel geneesmiddel voor de behandeling van de ziekte van Alzheimer dat wordt ontwikkeld door de bedrijven Biogen en Eisai en dat momenteel (2022) in klinisch onderzoek wordt uitgevoerd. Het heeft statistisch significante maar kleine vooruitgang laten zien in een studie die een afname van cognitieve achteruitgang bij Alzheimerpatiënten suggereert in vergelijking met een controlegroep die in plaats daarvan een placebo kreeg.

## Werkingsmechanisme
Het is een monoklonaal antilichaam dat bestaat uit de gehumaniseerde versie van een muis-antilichaam mAb158, dat protofibrillen herkent en amyloïde beta- afzetting voorkomt in diermodellen van de ziekte van Alzheimer.

## Goedkeuringsprocedure
In juli 2022 accepteerde de Amerikaanse Food and Drug Administration (FDA) een aanvraag voor versnelde goedkeuring voor lecanemab en verleende het de Priority Review-status.
In september 2022 kondigde Biogen positieve resultaten aan van een lopende fase III klinisch onderzoek.
Op 26 juli 2024 bracht het European Medicines Agency (EMA) naar buiten dat ze het middel niet zou registreren, vanwege ernstige bijwerkingen bij bepaalde categorieën patiënten. Eind februari 2025 volgde een nieuw, en ditmaal positief advies voor Leqembi, mits correcte medische supervisie, en enkel voor bepaalde categorieën patiënten. Daarop werd Leqembi, de commerciële merknaam van lecanemab, vrijgegeven.

## Behandeling
Lecanemab (merknaam Leqembi) wordt ingespoten in de bloedvaten van alzheimerpatiënten en gaat vervolgens naar de hersenen waar het de amyloïde plaques (eiwitophopingen) opruimt. Patiënten moeten daarvoor maandelijks in het ziekenhuis een infuus laten zetten. De behandeling wordt aanbevolen bij patiënten bij wie de ziekte nog niet in een gevorderd stadium is. Daarnaast mag Leqembi enkel worden toegediend bij patiënten met ten hoogste één exemplaar van het specifieke ApoE4-gen, dat een belangrijke rol speelt in de ziekte van Alzheimer. Patiënten met twee kopieën lopen een grotere kans op bijwerkingen, zoals hersenbloedingen.